# Susanna Fogel
Pour les articles homonymes, voir Fogel.
Susanna Fogel, née le 8 octobre 1980 à Providence (Rhode Island), est une réalisatrice, scénariste et auteure américaine.
Elle est surtout connue pour avoir co-écrit le film Booksmart de 2019 et pour avoir co-écrit et réalisé l'action/comédie de 2018 L'Espion qui m'a larguée (The Spy Who Dumped Me). Ses nombreuses distinctions incluent un Directors Guild of America Awards et des nominations aux BAFTA Film Awards, aux Primetime Emmy Awards et aux Writers Guild of America Awards.

## Biographie
Susanna Fogel naît à Providence (Rhode Island), où ses parents étaient tous deux professeurs à l'université Brown. Son père est le neuropsychiatre et professeur à la Harvard Medical School Barry S. Fogel (en), qui a fondé l'American Neuropsychiatric Association, et sa mère, Margaret Selkin Fogel, est psychologue. Son grand-père, Daniel Fogel, était l'avocat personnel du maire de Los Angeles, Tom Bradley. Son oncle, Jeremy Fogel, est un ancien juge de district américain du tribunal de district des États-Unis pour le district nord de Californie. Elle est diplômée de la Concord Academy en 1998.
L'été précédant sa dernière année d'université, elle travaille pour James Schamus alors qu'il produisait Hulk d'Ang Lee. Elle est diplômée de l'université Columbia en 2002. À Columbia, elle a écrit son Varsity Show de 2001. Parmi ses camarades de classe figure la scénariste et productrice de télévision Lang Fisher (en).

### Carrière
Susanna Fogel et son partenaire d'écriture Joni Lefkowitz ont initialement écrit Amies malgré lui (Life Partners) comme une pièce en un acte. Ils l'ont finalement adapté dans un scénario que Susanna Fogel a ensuite réalisé. Le film a été présenté en première au Tribeca Film Festival 2014.
Susanna Fogel a co-créé et produit la série dramatique Lionsgate/ABC Chasing Life, qui a duré deux saisons.
Susanna Fogel a co-écrit le scénario de Booksmart avec Emily Halpern, Sarah Haskins et Katie Silberman et est initialement embauchée pour diriger le projet, mais est remplacée pendant la pré-production. Le scénario est ensuite nommé pour le BAFTA Award du meilleur scénario original et le Writers Guild of America Award du meilleur scénario original.
Frustrée par ses expériences dans l'industrie, Susanna Fogel a co-écrit et réalisé la comédie d'action L'Espion qui m'a larguée (The Spy Who Dumped Me). Le film est sorti en 2018 et mettait en vedette Mila Kunis et Kate McKinnon, cette dernière étant brièvement apparue dans le premier film de Susanna Fogel.
Elle a réalisé les épisodes pilotes de la série télévisée The Wilds sur Amazon et The Flight Attendant sur HBO Max, dont elle a également été productrice exécutive. Elle a également réalisé des épisodes d'Utopia de Gillian Flynn, également pour Amazon, et le retour d'Histoires fantastiques (Amazing Stories) de Steven Spielberg pour Apple TV+. The Flight Attendant a été nommé dans la catégorie de la meilleure série télévisée (musicale ou comique) aux Golden Globe Awards 2021.
Elle réalise le long métrage Winner (2024), sur la vie du lanceur d'alerte américain Reality Winner, et comme co-scénariste et réalisatrice du thriller d'action The Mentor pour Sony Pictures.
Susanna Fogel a également réalisé Cat Person, un thriller basé sur la nouvelle de Kristen Roupenian qui explore « le paysage infernal de la romance moderne et l'idée que nous avons tous été le méchant dans l'histoire de quelqu'un d'autre et la victime dans l'histoire de quelqu'un d'autre », avec en vedette Emilia Jones et Nicholas Braun.
En avril 2021, Susanna Fogel a reçu le Directors Guild of America Awards dans la catégorie « Réalisation exceptionnelle dans une série comique » pour son travail sur The Flight Attendant. En juillet 2021, elle a été nommée pour un Emmy Award du meilleur réalisateur de comédie, également pour The Flight Attendant.
Elle est co-scénariste de La Famille Addams 2.

#### Carrière d'écrivain
Susanna Fogel est un contributeur régulier du New Yorker en ligne.
Son roman, Nuclear Family: A Tragicomic Novel in Letters, a été publié en 2017.

## Filmographie

### Film

#### Comme réalisatrice
- 2014 : Amies malgré lui
- 2018 : L'Espion qui m'a larguée
- 2023 : Cat Person
- 2024 : Winner

#### Comme scénariste
- 2019 : Booksmart
- 2021 : La Famille Addams 2

#### Comme productrice
- 2024 : Winner

### Télévision
| Année | Titre                  | Réalisateur | Producteur exécutif | Remarques  |
| ----- | ---------------------- | ----------- | ------------------- | ---------- |
| 2017  | Chasing Life           | Oui         | Oui                 | 1 épisode  |
| 2017  | Famous in Love         | Oui         | Non                 | 1 épisode  |
| 2017  | Play by Play           | Oui         | Non                 | 4 épisodes |
| 2020  | Histoires fantastiques | Oui         | Non                 | 1 épisode  |
| 2020  | Utopia                 | Oui         | Non                 | 2 épisodes |
| 2020  | The Wilds              | Oui         | Non                 | 1 épisode  |
| 2020  | The Flight Attendant   | Oui         | Oui                 | 2 épisodes |
| 2023  | Une lueur d'espoir     | Oui         | Oui                 | Mini-série |

## Récompenses et nominations
| Association                                           | Année | Catégorie                                                        | Travail              | Résultat   | Réf.   |
| ----------------------------------------------------- | ----- | ---------------------------------------------------------------- | -------------------- | ---------- | ------ |
| Alliance of Women Film Journalists                    | 2020  | Meilleure femme scénariste                                       | Booksmart            | Nomination | [ 14 ] |
| British Academy Film Awards                           | 2020  | Meilleur scénario original                                       | Booksmart            | Nomination | [ 15 ] |
| Directors Guild of America Awards                     | 2020  | Réalisation exceptionnelle de réalisateur dans une série comique | The Flight Attendant | Lauréat    | [ 16 ] |
| Dublin Film Critics' Circle                           | 2020  | Meilleur scénario                                                | Booksmart            | Nomination | [ 17 ] |
| Association des critiques d'Hollywood                 | 2020  | Meilleur scénario original                                       | Booksmart            | Nomination | [ 18 ] |
| Prix de mi-saison de la Hollywood Critics Association | 2020  | Meilleur scénario original                                       | Booksmart            | Lauréat    |        |
| Emmy Awards aux heures de grande écoute               | 2021  | Réalisation exceptionnelle pour une série comique                | The Flight Attendant | Nomination | [ 19 ] |
| Association des critiques de cinéma de Saint-Louis    | 2020  | Meilleur scénario original                                       | Booksmart            | Nomination |        |
| Prix de la Writers Guild of America                   | 2020  | Meilleur scénario original                                       | Booksmart            | Nomination |        |